# Рачунарска платформа
Софтверска платофма је главни елемент у софтверском развоју. Типична платформа укључује архитектуру рачунара, оперативног система, програмских језика и повезаног интерфејса.

## Примери
- ГНУ/Линукс
- Microsoft Windows